# Eileen (Sängerin)
Eileen Robinson (* 16. Mai 1941 als Eileen Goldsen in New York City) ist eine US-amerikanische Sängerin und Songwriterin. Sie veröffentlichte in den 1960er Jahren französische Coverversionen englischsprachiger Hits und führt in Paris den Musikverlag French Fried Music.

## Biografie
Eileen Goldsen kam 1941 in New York City als Tochter des Musikverlegers Mickey Goldsen (1912–2011), Gründer der Criterion Music Corporation, und dessen Frau Adeline, geb. Goldstein (1913–1998) zur Welt. Sie ging 1963 von der University of California ab und zog im selben Jahr nach Paris, wo sie bis heute lebt. Sie studierte verschiedene Sprachen, darunter Französisch. In Paris begann sie zunächst, amerikanische Folk-Songs ins Französische zu übersetzen und nahm diese Versionen auf, schrieb aber auch eigenes Material.
Sie bekam schließlich einen Vertrag bei der Plattenfirma Disc'Az, wo 1964 ihr erste EP, Prends ta guitare erschien. Drei der vier Stücke stammen aus ihrer Feder; der vierte Song ist eine Coverversion von Oklahoma Hills von Woody Guthrie. Die zweite EP, Une grenouille dans le vent (1965) ist ebenfalls überwiegend selbstgeschrieben. Ebenfalls 1965 heiratete sie den Produzenten und Komponisten Jacques Robinson, der für den Radiosender Europe 1 arbeitete.
Die dritte EP, Mon frère le poisson (1966) enthält zwei Stücke von Lee Hazlewood, zu denen Eileen neue, französische Texte geschrieben hat. Hazlewood war Mitte der 1960er Jahre der Produzent von Nancy Sinatra, die im Frühjahr 1966 einen weltweiten Hit mit ihrer Single These Boots Are Made for Walkin’ hatte. Die deutsche Abteilung von Vogue Records wollte eine deutschsprachige Version dieses Liedes für den deutschen Markt produzieren und kontaktierte Mickey Goldsen, um einen geeigneten Interpreten zu finden. Eileen nahm schließlich vier Versionen von These Boots Are Made for Walkin’ auf, die originale englische Version sowie eine französische (Ces bottes sont faites pour marcher), eine deutsche (Die Stiefel sind zum Wandern) und eine italienische (Questi stivali sono fatti per camminare). Durch Auftritte in Sendungen wie Beat-Club und Musik aus Studio B konnte Eileen ihre deutsche Version in den Top 40 der deutschen Singlecharts platzieren. Als B-Seite der französischen Version veröffentlichte man La ville ne dort jamais la nuit, Eileens Coverversion von The City Never Sleeps at Night, die zuvor Nancy Sinatras B-Seite zu These Boots Are Made for Walkin’ gewesen war.
Die nächste Single in Deutschland war Teenage Summer, geschrieben von Günter Sonneborn, Lawrence Montague und Roman Horn. Die B-Seite, Das wird mir nicht mal leidtun, ist wieder ein Nancy-Sinatra-Cover, dieses Mal von ihrem US-Top-10-Hit How Does That Grab You, Darlin'? In Frankreich entschied man sich als nächste Veröffentlichung für ein Cover von Love Is Strange, das 1957 ein US-Nummer-eins-Hit für Mickey Baker und Sylvia Robinson (als Mickey & Sylvia) gewesen war. Baker unterstützte sie bei dieser Aufnahme. Ebenfalls zusammen mit Baker spielte sie im Studio das Lied Hard Times für den Soundtrack zu dem französischen Filmdrama The Story of a Three-Day Pass (1968; Regie: Melvin Van Peebles) ein.
Eileen beendete 1970 ihre Gesangskarriere mit Ausnahme einer weiteren Single im Jahr 1982 und konzentrierte sich später auf ihren Musikverlag French Fried Music mit Sitz in Paris.

## Diskografie
Singles
- 1964: "Le métro de Boston" / "L’université" (Disc'Az AZ 1183)
- 1965: "Une grenouille dans le vent" / "Le skip" (Disc'Az AZ 1189)
- 1965: "Je cherche un coin de terre" / "Texas" (Disc'Az AZ 1220)
- 1966: "Die Stiefel sind zum Wandern" / "Bring Your Guitar" (Vogue Schallplatten DV 14495)
- 1966: "These Boots Are Made for Walkin’" / "Bring Your Guitar" (Vogue Schallplatten DV 14496)
- 1966: "Questi stivali sono fatti per camminare" / "Suona chitarra" (Disc'Az J 50010)
- 1966: "Teenage Summer" / "Das wird mir nicht mal leidtun" (Vogue Schallplatten HAT 300011)
- 1966: "How Does That Grab You, Darlin'?" / "Summer Loves True" (Vogue Schallplatten DV 14528)
- 1967: "Ces bottes sont faites pour marcher" / "La ville ne dort jamais la nuit" (Disc'Az AZ 10225)
- 1969: "Midi c'est l'heure de manger" / "Mississipi Woman" (Disc'Az SG 309)
- 1970: "Tout le monde est fou" / "Mon enfant qui dort" (Disc'Az SG 223)
- 1982: "Galactic Fred" / "Galactic Fred (Instrumental)" (Pathé 2C 008-72.523)

EPs
- 1964: Prends ta guitare: „Prends ta guitare“, „L’université“, „Le métro de Boston“, „Oklahoma Hills“ (Disc'Az EP 965)
- 1965: Une grenouille dans le vent: „Une grenouille dans le vent“, „Au revoir“, „José disait“, „Le skip“ (Disc'Az AZ 981)
- 1966: Ces bottes sont faites pour marcher: „Ces bottes sont faites pour marcher“, „Le parfum des bois“, „La ville ne dort jamais la nuit“, „Est-ce un fantôme“? (Disc'Az EP 1020)
- 1966: Mon frère le poisson: „Mon frère le poisson“, „Ne jamais“, „Je cherche un coin de terre“, „Texas“ (Disc'Az EP 1002)
- 1967: Love Is Strange: „Love Is Strange“, „Pour qui Coulera la fontaine“, „Les pigeons“, „Ne condamnez pas ce beau garçon“ (Disc'Az EP 1091, mit Mickey Baker)
- 1969: La P'tite Flûte: „La p'tite flûte“, „Dépêche toi Baby“, „Le Lady Scott“, „Vive La Société“ (Disc'Az EP 1268)

Kompilationen
- 2014: Salut Les Copains (Mercury 4722098)